# Rolie Polie Olie
 (octobre 2017).
Si vous disposez d'ouvrages ou d'articles de référence ou si vous connaissez des sites web de qualité traitant du thème abordé ici, merci de compléter l'article en donnant les références utiles à sa vérifiabilité et en les liant à la section « Notes et références ».
Rolie Polie Olie est une série télévisée d'animation en 3D franco-canadienne en 72 épisodes de 24 minutes divisés en segments de 8 minutes, créée par William Joyce, produite par Nelvana et diffusée au Canada à partir du 3 octobre 1998 sur le réseau CBC, aux États-Unis à partir du 4 octobre 1998 sur Disney Channel dans le bloc Playhouse Disney, puis plus tard transférée sur la chaîne du même nom.
En France, elle a été diffusée à partir du 11 septembre 1999 sur La Cinquième (devenue France 5) dans l'émission Debout les Zouzous. Elle a été rediffusée sur Playhouse Disney, Télétoon, Piwi, et France 5 dans Zouzous ; et au Québec à partir du 9 septembre 2000 à la Télévision de Radio-Canada.
Les personnages de la série sont par ailleurs devenus les mascottes des différentes émissions des Zouzous, de par leur présence dans les différents génériques du programme.

## Synopsis
Olie est un petit robot tout en rondeurs et en ressort de couleur jaune vivant sur une planète ronde qui ressemble à la nôtre. Sa maison est en forme de théière et tout est vivant. Avec toute sa petite famille et ses amis, la vie est pleine de rebondissements pour Olie.

## Personnages

### Principaux
- Olie Polie : petit robot gentil, serviable et toujours là pour ses amis. Ses héros sont Space-boy et son astro-chien ; Olie et aime jouer à Space-boy avec Billy, son meilleur ami carré. On les voit parfois faire du skateboard.
- Zoé Polie : petite sœur d'Olie. Elle est sympathique, douce et porte une robe rose. Elle s'entend bien avec Olie.
- Percy Polie : père d'Olie et de Zoé. Il porte des lunettes en demi-cercle et une salopette bleue. Il est très gentil et a une grande joie de vivre. C'est un inventeur, dont il passe une majeure partie de son temps dans son garage à fabriquer des prototypes.
- Polina Polie : mère d'Olie et de Zoé. Elle porte une robe bleue et aime cuisiner. Elle prête souvent main-forte à Olie en cas de problème.
- Billy Bevel : ami tout carré d'Olie, il aime jouer avec Olie à Space-boy. Il aime aussi faire du skateboard.

### Secondaires
- Dédé Bevel : père de Billy, il est tout carré et porte des lunettes rectangulaires.
- Dalila Bevel : mère de Billy, elle est carrée, et elle à des cheveux volumineux. Elle est une excellente danseuse.
- Boubby Bevel : bébé qui porte une couche blanche. Il est le petit frère de Billy et joue souvent avec Zoé.
- Betty : jeune voisine rousse d'Olie. Le jour de la Saint-Valentin, Olie et Billy en tombent amoureux et se disputent leur amour.
- Spot : chien de la famille Polie.
- Carbone : chat de la famille Bevel.
- Gizmo Polie : frère de Percy Polie et donc l'oncle d'Olie et de Zoé. Il possède une moto bleue.
- Poleanna Rolie : sœur de Polina, et tante d'Olie et de Zoé. Elle est extrêmement excentrique.
- Pappy Polie : grand-père d'Olie et de Zoé, qui a gardé son âme d'enfant. Il a l'antenne tordue et un dentier qui court tout seul dans tous les sens.
- Fifi : chienne de Betty.
- Mademoiselle Triangle : institutrice d'Olie.
- Willy : ami d'Olie, il est handicapé et possède une roue pour se déplacer.
- Coochie : bébé bot rose.
- Coo : bébé bot bleue.

## Fiche technique
- Titre français : Rolie Polie Olie
- Création : William Joyce
- Réalisation : Mike Fallows, Ron Pitts, Bill Giggie
- Scénario : Scott Kraft, Ben Joseph, Nicola Barton, Dave Dias, William Joyce, Melissa Clark, Jennifer Pertsch, Alice Prodanou, Michael Stokes, Erika Strobel, Peter Sauder, Hugh Duffy, Bonnie Chung, Ken Ross, Steven Sullivan, Betty Quan, Bridget Newson, Nadine Van der Velde...
- Production : Kenhalo Bernet ; Michael Hirsh, Fabrice Giger, Corinne Kouper et William Joyce (exécutifs)
- Sociétés de production : Nelvana ; Sparx* et Métal Hurlant Productions (saisons 1-5), Sparkling (saison 6) ; avec la participation du CNC
- Pays d'origine :  France /  Canada
- Langue originale : français
- Format : couleur — Digital — 4/3 — son Dolby Digital
- Genre : animation 3D
- Nombre d'épisodes : 72 (6 saisons)
- Durée : 24 minutes
- Dates de première diffusion :
  - Canada : 4 octobre 1998
  - France : 11 septembre 1999

## Distribution

### Voix originales
- Cole Caplan : Olie, L'ami d'Olie
- Kristen Bone : Zoé
- Joshua Tucci (saisons 1-5) puis Kristopher Clarke (saison 6) : Billy Bevel
- Robert Norman Smith : Spot
- Adrian Truss : Percy Polie, Oncle Gizmo
- Catherine Disher : Polina Polie
- Mlle Triangle : Jen Gould
- Len Carlson : Pépé
- Tedde Moore : Tante Polie-Anna
- Rebecca Brenner : Pollie Pi
- Noah Reid : Screwy

### Voix françaises
- Jim Redler : Olie (Saisons 1 à 4)
- Brigitte Lecordier : Olie (Saisons 5 et 6)
- Dorothée Pousséo : Zoé (Saisons 1)
- Jessica Monceau : Zoé (Saisons 2 à 6)
- Denis Boileau : Percy Polie
- Françoise Dasque : Polina Polie
- Michel Castelain : Pépé
- Elliott Weill : Billy Bevel

Le générique français est chanté par Patrice Schreider

## Liste des épisodes

### Saison 1 (1998)
1. De toutes les couleurs; Avoir un bon copain; Le grand Chahut
2. Petit déjeuner surprise; Dur doudou; La cavale du dentier
3. La sieste de Spot; La nuit des films de monstre; Le poisson-roi
4. Apprenti détective; Drôle de jardinier; La plus belle émission du monde
5. Mutinerie à bord; Silence on tourne; La pêche avec Pépé
6. Pépé a disparu; Le champion du monde à cloche-pied; Tel père tel fils
7. Joyeux anniversaire; Messire Rolie Polie Olie; Spot aux commandes
8. Destination Carré ville; Zoé fait de la musique; Refus d'obéissance
9. Qui se rassemble s'assemble; Le vaisseau fantôme; Danse petite sœur
10. Après la pluie; Tel est pris qui croyait prendre; Un bruit dans la nuit
11. Drôles de jeux; Il y a un hic; Un bisou miraculeux
12. Papa et Papa bis; Quand je serai grand; Les hommes-aimants
13. La chasse au trésor; Pris à son propre jeu; Qui s'amuse?

### Saison 2 (1999)
1. Maman est de sortie !; La Roliepaticielle; Beau n'avion
2. Surprise; La souricière; Vers d'autres galaxies
3. Ti'poisson à la maison; Comme sur des roulettes; Un cadeau exceptionnel
4. Où est passée Titine?; Vivement le soleil; Tout le monde à la plage
5. Pappy 2.0 / Sens dessus dessous / La poupée qui pleure
6. Au grand mot les grands remèdes; Bébé Boubi; Records exceptionnels
7. Petit mais pas trop; Giga-Spot; Rikiki trop petit
8. La légende du monstre Chocotte; La grande trouille; Zoé, reine des citrouilles
9. Le Miboultic; 7 minutes top chrono!; Le nouveau costume d'Olie
10. Mission invisible; Hyper-musclos; Les hypno-lunettes
11. P'tite étoile; Monsieur glaçouille; La veille de Kadodonoël
12. La sieste; Zowie Soupie le héro; Dicey Sitation
13. Coup de balai; Comme chien et chat; Attention, la casse!

## Distinctions
- prix Gemini 1999 : Meilleure émission d'animation

## Films
Rolie Polie Olie a fait l'objet de deux adaptations en direct-to-video : 
- Rolie Polie Olie : Les Chevaliers du rire (2002)
- Rolie Polie Olie : Drôle de cadeau (2003)

## Produits dérivés
La série a été déclinée en jouets (peluches, figurines articulées…) et a fait l'objet d'une adaptation en jeu vidéo ludo-éducatif sur Windows en 2002 édité par Disney Interactive.